# محمودآباد (دهاقان)
محمودآباد (دهاقان)، روستایی از توابع دهستان موسی‌آبادِ بخش مرکزی شهرستان دهاقان در استان اصفهان ایران است.

## جمعیت
جمعیت این روستا براساس سرشماری مرکز آمار ایران در سال ۱۳۸۵، ۲۹۴ نفر (۸۵خانوار) بوده‌است. در آخرین سرشماری انجام گرفته (1395) نیز این سکونتگاه دارای 342 نفر جمعیت (176 مرد و 166 زن) در قالب 118 خانوار می‌باشد. تغییرات جمعیتی آن در یک و نیم دهه گذشته حاکی از پایایی نسبی است. به‌طوری که در سرشماری سال 1390، جمعیت این سکونتگاه به 355 نفر افزایش یافته و در سرشماری 1395، تنها 13 نفر از آن کاهش یافته است. علت این پایایی جمعیتی احتمالاً نزدیکی روستا به مرکز شهرستان است.